# Sandra López Vergès
Sandra Laurence López Vergés (París, Francia, 27 de marzo de 1980) es una bióloga e investigadora panameña especializada en bioquímica, virología y microbiología. En el 2014 fue la segunda panameña en obtener la beca Young Women in Science, otorgada por L'Oreal y la UNESCO en reconocimiento a su trabajo como científica. Fue una de las investigadoras destacadas del Instituto Conmemorativo Gorgas en la lucha contra la Covid- 19.

## Biografía y Carrera
Nació en Francia el 27 de marzo de 1981. Se mudó a Panamá a los dos años de edad con sus padres médicos, ella francesa y él panameño. Hizo sus estudios primarios en la Escuela Celestin Freinet de Panamá, con un modelo de estudio que promovía la curiosidad y la experimentación científica. Completó la secundaria en el Liceo Francés Paul Gauguin de Panamá.
En 2001 obtuvo el título en Biología y Bioquímica en la Universidad de París VII Denis Diderot, Escuela Normal Superior (París). Realizó una pasantía en el Instituto Salk donde trabajó el virus del VIH. En el 2003 obtuvo una maestría en microbiología en especialización de Virología en la misma universidad.
En 2007 obtuvo su doctorado en el Instituto Cochin. Su tesis de doctorado se tituló "Co-factores celulares que interactúan con la glicoproteína de la envoltura  del  VIH-1".  En 2011 cursó un post-doctorado en inmunología en la Universidad  de  California  en  San  Francisco  (UCSF),  con el doctor Lewis Lanier, experto en células asesinas naturales.
Es miembro del Sistema Nacional de Investigación de la Secretaría Nacional de Ciencias, Tecnología e Innovación (SENACYT) en Panamá. Es investigadora en el Instituto Conmemorativo Gorgas de Estudios de la Salud en el área de virología y biotecnología donde estudia las enfermedades como el dengue, zika y chikunguña entre otras. Su trabajo incluye la comprensión de las infecciones virales y las interacciones entre el virus y el huésped humano. 
Es miembro del grupo Ciencia en Panamá y de la Asociación Panameña para el Avance de la Ciencia (APANAC). Fue la primera panameña en entrar al Global Young Academy, plataforma de jóvenes científicos. 
En el 2019 obtuvo un posgrado en Docencia Superior en la Columbus University de Panamá. Actualmente ejerce el cargo de profesora asociada en la Universidad de Panamá, donde imparte clases a estudiantes de maestría y posgrado. 

### Respuesta a la enfermedad por la Covid-19
En 2020 formó parte del equipo de respuesta a la Covid-19 del Instituto Conmemorativo Gorgas (ICGES). Al inicio de la pandemia esta fue la única institución en hacer pruebas de detección del virus antes de la descentralización de las pruebas PCR. Llegó a hacer hasta cuatro mil quinientas pruebas en un día y a secuenciar el virus (conocer su material genético) para saber de dónde provenía y calcular el cómo se transmitía.

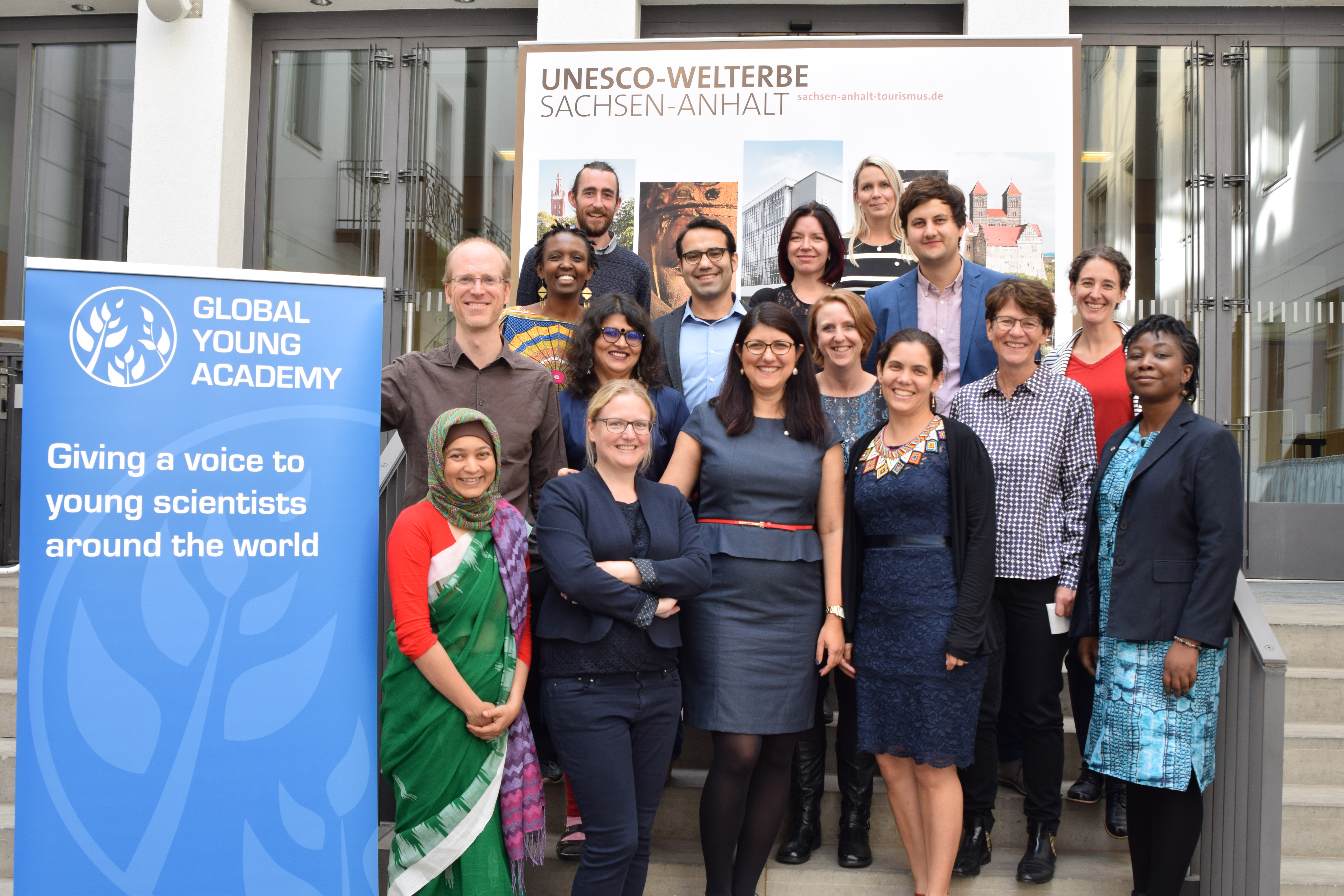
Comité Ejecutivo del Global Young Academy 2019 con miembros seleccionados.

Está participando en un Estudio prospectivo de la respuesta inmune de pacientes hospitalizados por Covid-19 y en otros sobre la memoria a largo plazo de las personas vacunadas en Panamá. Lleva adelante un proyecto para la creación de un Centro de citometría de flujo para investigación en el ICGES, que fortalecerá la capacidad investigativa en el país. Actualmente es la jefa del departamento de investigación en virología y biotecnología en el ICGES.

### Diplomacia científica e igualdad de género en las ciencias.
La doctora Sandra López Verges es reconocida por diversos organismos internacionales como una referencia en la búsqueda de la participación equitativa de las mujeres en la ciencia. Así mismo ha sido reconocida por impulsar estrategias de diplomacia científica en Panamá y en la región para lograr un desarrollo sostenible.

## Reconocimientos
En 2014 fue la segunda panameña en obtener la beca Young Women in Science 2014, otorgada por L’Oréal y la UNESCO en reconocimiento a su trabajo como científica.
Premio TWAS-APANAC para Jóvenes Investigadores, de la Academia Mundial de Ciencias para el avance de la ciencia en los países en desarrollo 2014.
En 2018 estuvo dentro del grupo de científicas galardonadas por la excelencia de sus trabajos de investigación, por el Foro Abierto de Ciencias de América Latina y el Caribe (CILAC) de la UNESCO.
Nominación a Héroes por Panamá en 2020 representando al rol de los científicos y los laboratorios en la respuesta a la pandemia de la Covid-19. 
Orden al mérito Victoriano Lorenzo otorgado por la Gobernación de Panamá a científicos y personal de salud por sus aportes durante la pandemia.
Beca del Foro Internacional de Mujeres por la International Women Forum en 2021. 

## Publicaciones Científicas
- Case Report: First Confirmed Case of Coinfection of SARS-CoV-2 With Choclo orthohantavirus. Frontiers in Tropical Diseases (2021) 10
- SARS-CoV-2 reinfection with a virus harboring mutation in the Spike and the Nucleocapsid proteins in Panama. The International Journal of Infectious Diseases (2021) 11
- Early transmission dynamics, spread, and genomic characterization of SARS-CoV- 2 in Panama. Emerging infectious diseases (2021) 12
- Febrile or exanthematous illness associated with Zika, dengue, and chikungunya viruses, Panama. Emerging infectious diseases (2017)  13
- Chikungunya virus infection: first detection of imported and autochthonous cases in Panama. The American journal of tropical medicine and hygiene (2015) 14
- Expansion of a unique CD57+ NKG2Chi natural killer cell subset during acute human cytomegalovirus infection.  Proceedings of the National Academy of Sciences (2011) 15
- NK cells and immune “memory”. The Journal of Immunology (2011) 16
- CD57 defines a functionally distinct population of mature NK cells in the human CD56dimCD16+ NK-cell subset. The Journal of the American Society of Hematology (2010)  17
- The clathrin adaptor complex AP-1 binds HIV-1 and MLV Gag and facilitates their budding. Molecular (2007) 18